# Lyndon A. Smith
Lyndon Ambrose Smith (* 15. Juli 1854 in Boscawen, Merrimack County, New Hampshire; † 4. März 1918 in Saint Paul, Minnesota) war ein US-amerikanischer Politiker. Zwischen 1899 und 1903 war er Vizegouverneur des Bundesstaates Minnesota.

## Werdegang
Nach einem Jurastudium und seiner Zulassung als Rechtsanwalt begann Lyndon Smith in diesem Beruf zu arbeiten. Zu einem nicht überlieferten Zeitpunkt kam er nach Montevideo in Minnesota, wo er als Mitglied der Republikanischen Partei eine politische Laufbahn einschlug. Im Jahr 1898 wurde er an der Seite von John Lind zum Vizegouverneur von Minnesota gewählt. Dieses Amt bekleidete er zwischen 1899 und 1903. Dabei war er Stellvertreter des Gouverneurs und Vorsitzender des Staatssenats. Seit 1901 diente er unter dem neuen Gouverneur Samuel Rinnah Van Sant. Von 1912 bis zu seinem Tod im Jahr 1918 war er als Attorney General Generalstaatsanwalt von Minnesota.